# カノコアサリ
カノコアサリは、マルスダレガイ科に属する二枚貝である。貝殻はやや厚く、約2cm以下。前後対称形に近く、背縁がやや直線的。貝殻の表面は、強い放射肋と弱めの輪肋が交差して網目状になる。放射肋と輪肋の交点が顆粒状に突出し、ところどころ褐色を帯びて不規則な鹿の子模様を呈する。後端の放射肋上には鰭(ひれ)状の突起が並ぶ。殻内面は殻頂から後ろにかけて紫色を帯びることが多い。套線は不明瞭で湾入は舌型。腹縁部は刻まれる。房総・若狭湾以西の日本の砂浜で見られ、インド洋から熱帯西太平洋に多く生息する。 
　